# Didier Pasgrimaud
Didier Pasgrimaud (né le 23 février 1966 à Châteaubriant et mort le 28 janvier 2021 à Ombrée d'Anjou) est un coureur cycliste français.

## Biographie
Cycliste amateur, Didier Pasgrimaud a notamment remporté le Tour de Bulgarie en 1989 sous les couleurs de l'équipe de France. Il a également été sélectionné en équipe nationale pour les Jeux olympiques de 1988, où il s'est classé quatrième de la poursuite par équipes,.

## Palmarès sur route
- 1985
  - 3e des Deux Jours cyclistes de Machecoul
- 1986
  - 3e du Tour de Loire-Atlantique
- 1987
  - 2e du championnat des Pays de la Loire
- 1989
  - Nantes-Segré
  - Tour de Bulgarie

## Palmarès sur piste

### Jeux olympiques
- Séoul 1988
  - 4e de la poursuite par équipes

### Championnats du monde
- Colorado Springs 1986
  - 6e de la poursuite par équipes